# Schroeteria banatica
Schroeteria banatica är en svampart som beskrevs av Vánky 1981. Schroeteria banatica ingår i släktet Schroeteria, divisionen sporsäcksvampar och riket svampar.   Inga underarter finns listade i Catalogue of Life.